# Themus milosi
Themus milosi es una especie de coleóptero de la familia Cantharidae.

## Distribución geográfica
Habita en el Tíbet (China).